# Akito Watabe
Akito Watabe (渡部 暁斗 Watabe Akito?), född 26 maj 1988, är en japansk utövare av Nordisk kombination som tävlat sedan 2005. Han ingick i det japanska lag som vann guld i 4 × 5 kilometer vid världsmästerskapen 2009 i Liberec och slutade på 31:a plats vid 7.5 kilometer sprint vid världsmästerskapen 2007 i Sapporo.
I olympiska vinterspelen ingick han i det japanska laget som slutade på sjätte plats vid olympiska vinterspelen 2010 i Vancouver och slutade nia i den individuella tävlingen bestående av 10 kilometer + stor backe. I Sotji 2014 tog Watabe en silvermedalj på 10 kilometer + normalbacke och i Pyeongchang 2018 tog han återigen silver i samma gren.
I världscupen var hans bästa placering en tredje plats vid en individuell deltävling bestående av 10 kilometer + stor backe i Finland i mars 2010, vilket gällde fram till säsongen 2011/2012 då han började vinna världscupdeltävlingar.
Han är äldre bror till Yoshito Watabe som också utövar Nordisk kombination på internationell nivå.